# Cotoneaster genitiana
Cotoneaster genitiana är en rosväxtart som beskrevs av Hurusawa. Cotoneaster genitiana ingår i släktet oxbär, och familjen rosväxter. Inga underarter finns listade i Catalogue of Life.